# Bereźne
Bereźne (ukr. Березне, Berezne) – miasto na Ukrainie, w obwodzie rówieńskim, siedziba rejonu berezieńskiego.
Bereźne leży na Wołyniu nad Słuczą.

## Historia
W 1446 roku miasteczko Bereźne (dawne nazwy: Bereźno, Berezno, Jędrzejów) było własnością Dymitra, któremu przywrócił je wraz z innymi dobrami wielki książę litewski Świdrygiełło. Następnie należało do dóbr Paszka Dochnowieza, którego córka wniosła je jako wiano kniaziowi Michałowi Hołowni. W połowie XVII wieku miejscowość była własnością Jana Daniłowicza. Następnie należała do Korzeniowskich i Michała Małyńskiego.
Parafia Świętego Kajetana w Bereźnem, erygowana w 1765 roku, istniała od 1618 roku. Parafia liczyła w 1938 roku 2600 wiernych. Kościół i kaplica oraz cmentarz katolicki zostały zniszczone po 1945 roku.
W II Rzeczypospolitej Bereźne było siedzibą gminy Bereźne w powiecie kostopolskim, w województwie wołyńskim. Miasto stanowiło także garnizon macierzysty batalionu granicznego KOP „Bereźne”.
Do 1939 roku była to miejscowość o najwyższym odsetku ludności żydowskiej w Polsce (94,6%).
Po zajęciu miasta przez Wehrmacht 6 lipca 1941 roku miał miejsce pogrom, podczas którego bito i okradano Żydów. Władze niemieckie dla ludności żydowskiej utworzyły getto, które 25 sierpnia 1942 roku zostało zlikwidowane przez SD, niemiecką żandarmerię i ukraińską policję. Rozstrzelano 3680 Żydów.
W czasie okupacji niemieckiej mieszkająca w Bereźnem ukraińska rodzina Myniuków udzielała schronienia Żydom. W 2014 roku Instytut Jad Waszem uhonorował za to Afanasija i Wałentynę Myniuków tytułami Sprawiedliwych wśród Narodów Świata.
W 1943 roku Bereźne było schronieniem dla polskich uchodźców z rzezi wołyńskiej. Od kwietnia 1943 roku w mieście stacjonowała 2. Kompania 202. Batalionu Schutzmannschaft, która odpierała ustawiczne ataki UPA. Wskutek tych napadów w Bereźnem zginęło łącznie 96 Polaków.
Po ponownym zajęciu miasta przez Związek Radziecki Polaków wysiedlono w nowe granice Polski w czerwcu 1945 roku.
W 1945 roku zaczęto wydawać gazetę.

## Zabytki
- Zamek – Marianna Siemaszko[9] córka Mikołaja Siemaszki (zm. 1618), kasztelana bracławskiego, starosty łuckiego i Anastazji z Malińskich wyszła za mąż za Stanisława Daniłowicza (1596–1632), starostę czerwonogrodzkiego[9], i wniosła w posagu zamek i miejscowość Bereźne. Obiekt nie istnieje[10].
- Dwór – wybudowany przez Michała Korzeniowskiego na początku XIX wieku. Budynek znajdował się w wiekowym parku. W latach 1918–1939 dwór przestał istnieć[10].

## Ludzie urodzeni w Bereźnem
- Marcin Babraj – polski dominikanin
- Edward Hulewicz – polski piosenkarz estradowy, kompozytor
- Romuald Drohomirecki (1932-2013) – prezes Warmińsko-Mazurskiego Stowarzyszenia Polskich Dzieci Wojny w Olsztynie[11][12][13].